# Пожежна частина № 31
Пожежна станція, Машина № 31 (англ. Firehouse, Engine Company 31) — історична пожежна станція, розташована за адресою Лафаєтт-стріт, 87, між Вокер-стріт і Вайт-стріт, у районах Трайбека та Цивік-центр на Мангеттені, Нью-Йорк.

## Історія

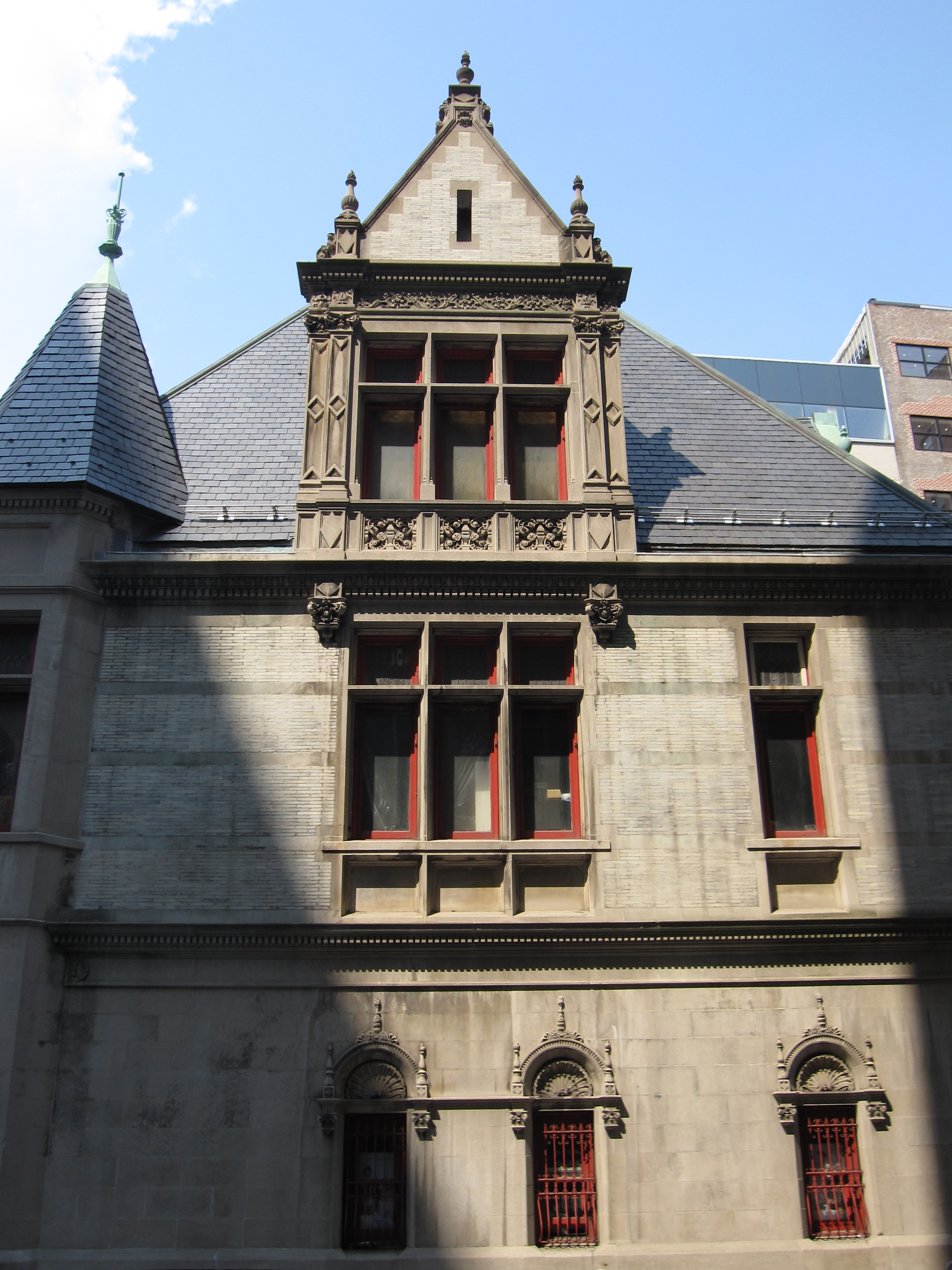
Мезонін

Будівлю зведено у 1895—1896 роках за проєктом архітектурної фірми Наполеон Лебрюн і сини — офіційного архітектора Пожежного департаменту Нью-Йорка, який за свою кар'єру спроєктував понад 40 пожежних станцій. Фасад виконано в стилі шато долини Луари (Франція) XVІ століття — з високим дахом, кам'яним каркасом, декоративними вікнами та башточками. Архітектурне рішення було вкрай витонченим для функціональної будівлі. Критики Огастус Шулер та Real Estate Record & Guide назвали його «зайво елегантним» та «маніфестно-надмірним абсурдом», зазначаючи, що архітектурна форма не відповідає прямому призначенню пожежної станції.
Площа, де споруджено станцію, раніше була дном водойми Колект-Понд, який засипали до 1813 року. Ґрунтові води залишалися під землею. Щоб побудувати міцну основу, підрядники встановили дерев'яні палі, занурені під землю; як у Венеції, вони залишалися стабільними лише під водою. Але висихання колод спричинило просідання будівлі, і у 1980-х довелося повністю реконструювати фундамент майже за $800 000.
Engine Company 31 організовано 20 жовтня 1865 року, а в нову станцію підрозділ переїхав у 1895 році. Рятувальники мали домашніх улюбленців: кота, собаку і навіть мавпочку на ім'я «Mrs. Herman», які слугували талісманами та підтримкою морального духу. У листопаді 1972 року Пожежний департамент Нью-Йорка залишив будівлю, а частину розформували. Довгий час споруда стояла порожньою. У 1978 році її орендувала Downtown Community Television Center, а в 1983 році офіційно купила разом із Chinese-American Planning Council за $400 000. Заснований 1972 року режисером Джоном Олпертом і Кейко Цуно, DCTV перетворив стару станцію на центр медіа‑артів і документалістики. У 2022 році DCTV відкрито кінотеатр Firehouse Cinema для документального кіно у стилі артгауз.
Будівлю визнали пам’яткою Нью-Йорка у 1966 році, а 1972 року її внесли до Національного реєстру історичних місць США.